# Tomasz Kopczewski
Tomasz Kopczewski – polski ekonomista, doktor habilitowany nauk ekonomicznych, adiunkt na  Uniwersytecie Warszawskim, specjalista od ekonomii eksperymentalnej.

## Kariera naukowa
W 1993 roku został zatrudniony na Wydziale Nauk Ekonomicznych Uniwersytetu Warszawskiego, gdzie w 2000 roku uzyskał stopień doktora nauk ekonomicznych na podstawie pracy pt. Racjonalność zachowań banków komercyjnych w Polsce w latach 1994–1997, której promotorem był Wojciech Maciejewski. W 2019 roku ten sam wydział nadał mu stopień doktora habilitowanego nauk ekonomicznych na podstawie dorobku naukowego i rozprawy pt. Rynki i racjonalność – modele i ich konkluzywność; podejście eksperymentalne.